# 壬生川真優
壬生川 真優（みぶかわ まゆ、1992年8月28日 - ）は、元山陽放送（後のRSK山陽放送）の契約アナウンサー。出身大学広報サイト内の記事によると、山陽放送との契約当時はフリーアナウンサーであったという。
広島県出身。銀河学院中・高等学校、倉敷芸術科学大学生命科学部健康科学科卒業。

## 人物
学生時代にはフィギュアスケートの選手として活動。全日本フィギュアスケートノービス選手権、全国中学校スケート大会、全国高等学校スケート選手権大会フィギュア競技、国民体育大会冬季大会スケート競技会、日本学生氷上競技選手権大会などに出場した。倉敷芸術科学大学フィギュアスケート部の創設メンバーでもあり、在学中には部のキャプテンを務めていた。
また合気道の有段者でもあり、こちらもフィギュアスケートと同様に幼少期から嗜んでいた。
大学3年時には、岡山県倉敷市の観光大使「倉敷小町」に応募・選出。フィギュアスケートなどの活動も続けながら、4年時の夏まで市の広報活動に従事した。

## 担当番組
- 笑味ちゃん天気予報（山陽放送） - 金曜担当[同窓会サイト 1]
- RSKイブニング5時（山陽放送） - 火曜・水曜パーソナリティ[同窓会サイト 1]